# Markus Bäumler
Markus Bäumler, auch Marcus Beumler (* 1555 in Volketswil; † 30. Juli 1611 in Zürich) war ein Schweizer evangelischer Geistlicher und Hochschullehrer.

## Leben
Er studierte anfangs an der Universität Genf und später an der Universität Heidelberg Theologie und verteidigte vor Johann Jakob Grynaeus seine Thesen zur Abendmahlslehre, wobei er sich als entschiedener Vertreter der reformierten Richtung zeigte.
Vom 4. bis 14. April 1584 war er Teilnehmer an der Heidelberger Disputation, in der es zwischen Reformierten und Lutheranern um die Prädestinationslehre ging. 1586 unternahm er gemeinsam mit weiteren Züricher Gelehrten, unter anderem Kaspar Waser, Raphael Egli (1559–1622), Hans Ulrich Wolf (1559–1637) und Rudolf Gwalther, den Versuch, Jörg Riedel aus dem Allgäu und Heinrich Pfister aus Wädenswil, die sich auf einer hutterischen Mission befanden und nun im Wellenberg einsassen, zu bekehren.
1587 wurde er Schulrektor in Neuhausen bei Worms und war 1590 oder 1592 Pfarrer in Alzey, bis er 1594 als zweiter Diakon zum Grossmünster nach Zürich zurückkehrte.
1601 erfolgte seine Berufung als Professor für Griechisch, dann für Katechetik und schliesslich für Altes Testament an der Hohen Schule Zürich, damit verbunden war der Vorsitz der halbjährlichen Synodaldisputationen.
Er starb während der grossen Pestepidemie in Zürich.

### Schriftstellerisches Wirken
Markus Bäumler war der Verfasser zahlreicher kontroverstheologischer, vor allem gegen die Lutheraner gerichteter Schriften, sowie einer 1595 verfassten lateinischen Grammatik. Er war auch der Autor oder zumindest Mitautor des Zürcher Katechismus von 1609, in den er den Heidelberger Katechismus integrierte, zu dem er 1610 eine ausführliche Erklärung und Apologie verfasste.
Sein 1593 in Zürich erschienenes Werk Theodoretus ... wurde per Dekret der römisch-katholischen Glaubenskongregation vom 7. August 1603 (die Jahresangaben variieren in der Literatur etwas) auf den Index gesetzt.

## Schriften (Auswahl)
- Johann Jakob Grynaeus; Markus Bäumler; Johannes Hard: Defensio sententiae, quae statuit, pie facere illustrissimos Principes & magistratus evangelici nominis, quando Idola e templis & alijs locis publicis, ex praescripto legis divinae, tempestive submovent, & prorsus e medio tollunt. Basileae: Typ. Opor, 1583.
- Analysis dialectica et rhetorica orationis Ciceronis pro S. Roscio Amerino. Spirae, 1583.
- Analysis pia, modesta et necessaria disputationis D. Iacobi Andreae, de religiosa carnis Domini nostri Iesu Christi adoratione, in qua breviter, dilucide & logice tristis illa controversia. Tiguri: Apud Christ. Froschouerum, 1584.
- Apologia brevis et necessaria Marci Beumleri Tigurini, in qua primo exponuntur caussae, cur Iacobi Andreae manus & lingua, instar Ismaelis, sit contra omnes : deinde diluuntur falsae criminationes, quas in postremis suis scriptis adversus D. Io. Iacobum Grynaeum, partim in Marcum Beumlerum, partim in D. Huldrichum Zvinglium, partim denique in inclitam Rem pub. Tigurinam, sine fronte & mente, confinxit. Tiguri: Apud Christoph. Frosch, 1585.
- Johannes Jacobus Grynaeus; Markus Beumler: De primo humani generis flore, deque ejusdem corruptione et parakmē. Heydelbergae: typis Jacobi Mylii, 1585.
- Von der Gemeinschafft der Heiligen, dem lebendigmachenden Fleisch unnd Blut Christi; der wahren Verehrung unnd Anruffung dess einigen Gottes und unsers Mitlers. Heidelberg: durch Abraham Smesman, 1589.
- Gründtliche kurtze Abfertigung der widerholeten und ungegründten langen Erzehlung calvinischer und zwinglischer Jrrthumb, die Jacob Heylbrunner abermahl anno 95. durch den Truck aussgesprengt hat: darauss noch augenscheinlicher zusehen, dass der newen Ubiquisten Lehr auff lauter Lesterung, Verkeerung evangelischer Lehre und zuvor unerhörten Irrthumben bestehet. Getruckt zu Zürich: Bey Johans Wolffen, 1598.
- Elocutionis rhetoricae libri duo: quorum ille de tropis, hic de figuris : non tam ex autoribus vetustis & novis collecti, quam ex usu, optimo magistro, methodice observati & distincti : exemplis item sacris & profanis sic illustrati, ut Hebraice, Graece & Latine docentibus ac discentibus usui sint futuri maximo. Tiguri: Apud Joan. Wolfium, 1598.
- Notwendiger und gründlicher bericht von dem einigen und ewigen testament oder gnadenbund Gottes : in den schrifften der propheten und aposteln geoffenbaret: allen guthertzigen, die zu dieser zeit under so vielerley streite einen satten grund ihres heils allein auss dem lebendigen wort Gottes ohne zanck zu wissen begehren. Gedruckt zu Herborn in der Graffschafft Nassaw: Durch Christoff Raben, 1591.
- Ordentlicher und gründtlicher Gegenbericht auff den ungegründten Bericht von calvinischer und zwinglischer Lehr D. Jacob Heilbrunners, den er anno 90 durch den Truck aussgesprengt : darauss nun mehr augenscheynlich zusehen, dass der newen Ubiquisten Lehr auff lauter Lesterung unnd Verkehrung der reinen evangelischen Lehr bestehet, dem lieben Teutschland zur Wahrnung gestelt. Getruckt zu Zürych: Bey Johanns Wolffen, 1593.
- Theodoretus. Dialogus primus (secundus, tertius) cum versione Victorini Strigelii, perpetua analysi logica expositus, et ad controversias nostrae tempestatis recte intelligendas et diiudicandas accommodatus. Johann Wolf, Zürich, 1593 (Digitalisat)
- Markus Bäumler; Raphael Egli: Nova latinae linguae grammatica, in duos libros tributa. Tiguri: Apud Iohannem Wolphium, 1595.
- Der christlich Glaub: das ist grundtliche und aussführliche Erklährung dess Ursprungs der Eigenschafften und der Früchten des lebendigen Glaubens der Kinderen Gottes. Getruckt zu Zürych: Bey Johans Wolffen, 1595.
- Summarische Erklärung bey der Haubtstucken göttliches Worts, dess Gesatzes und Evangelions: darinn aller Grund christlicher Lehre, Glaubens unnd Trosts. Getruckt zu Zürych 1601.
- Theses theologicae de peccato in universum ad quas deo annuente. Tiguri, 1604.
- Hypotyposis theologiae methodice & scholastice exarata. Tiguri: In officina Wolphiana, 1607.
- Grundtliche, aussfuehrliche Erklehrung des Catechismi oder christlichen Underrichts inn Glaubenssachen für die Jugend der Statt und Landschafft Zürych gestellt. Getruckt zuo Zürych: Bey Johanns Wolffen, 1610.
- Marx Büeler; Rudolf Simler; Kaspar Waser; Markus Bäumler; Johann Jacob Breitinger; Joachim Bühler; Johann Jacob Benz; Wolf: Disputatio de natura et definitione logicae: adiuncta decade thematum miscellorum. Tiguri: Typis Wolphianis, 1610.